# Castillo de Macastre
El castillo de Macastre, en dicho municipio de la provincia de Valencia (España), es un castillo que se sitúa en un cerro en la parte alta de la población, cuyos primeros orígenes se remontan a la época romana, siendo su conjunto edificado de arquitectura islámica construido hacia el siglo XI con otras actuaciones medievales cristianas realizadas en el siglo XIV que le dieron la configuración definitiva, ya que tuvo una importancia estratégica de primer orden al situarse en la zona fronteriza entre los reinos de Valencia y de Castilla.

## Descripción
El recinto se adapta al terreno de un cerro y se sitúa sobre su meseta alargada, disponiendo de dos torres en sus extremos, de las que la mayor y mejor conservada es la que se sitúa al oeste. El castillo se cierra al norte y sur con paños de muralla. Y disponía en su interior de distintas dependencias contando con aljibes y graneros comunales para la población del arrabal.

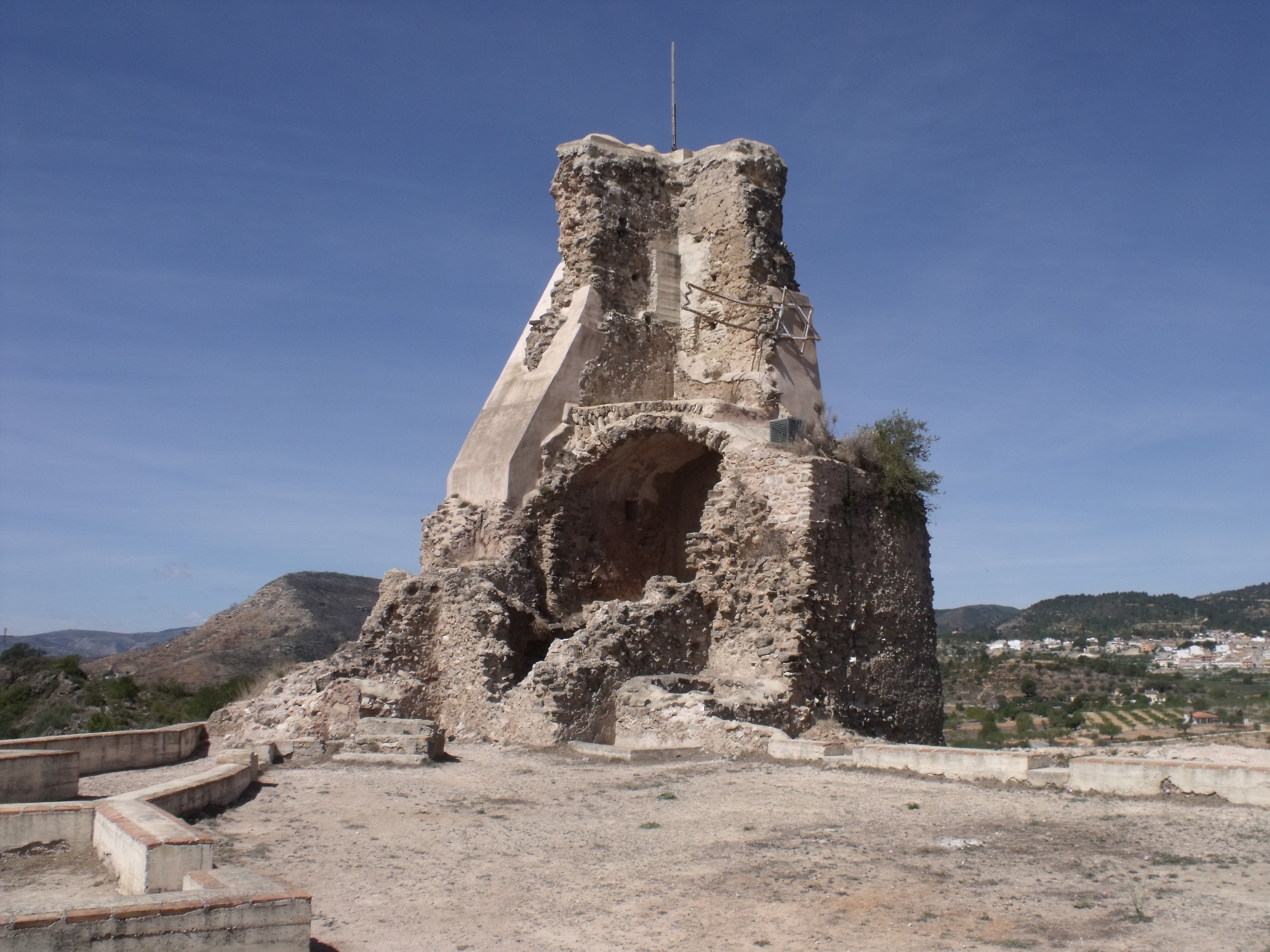
Torre mayor
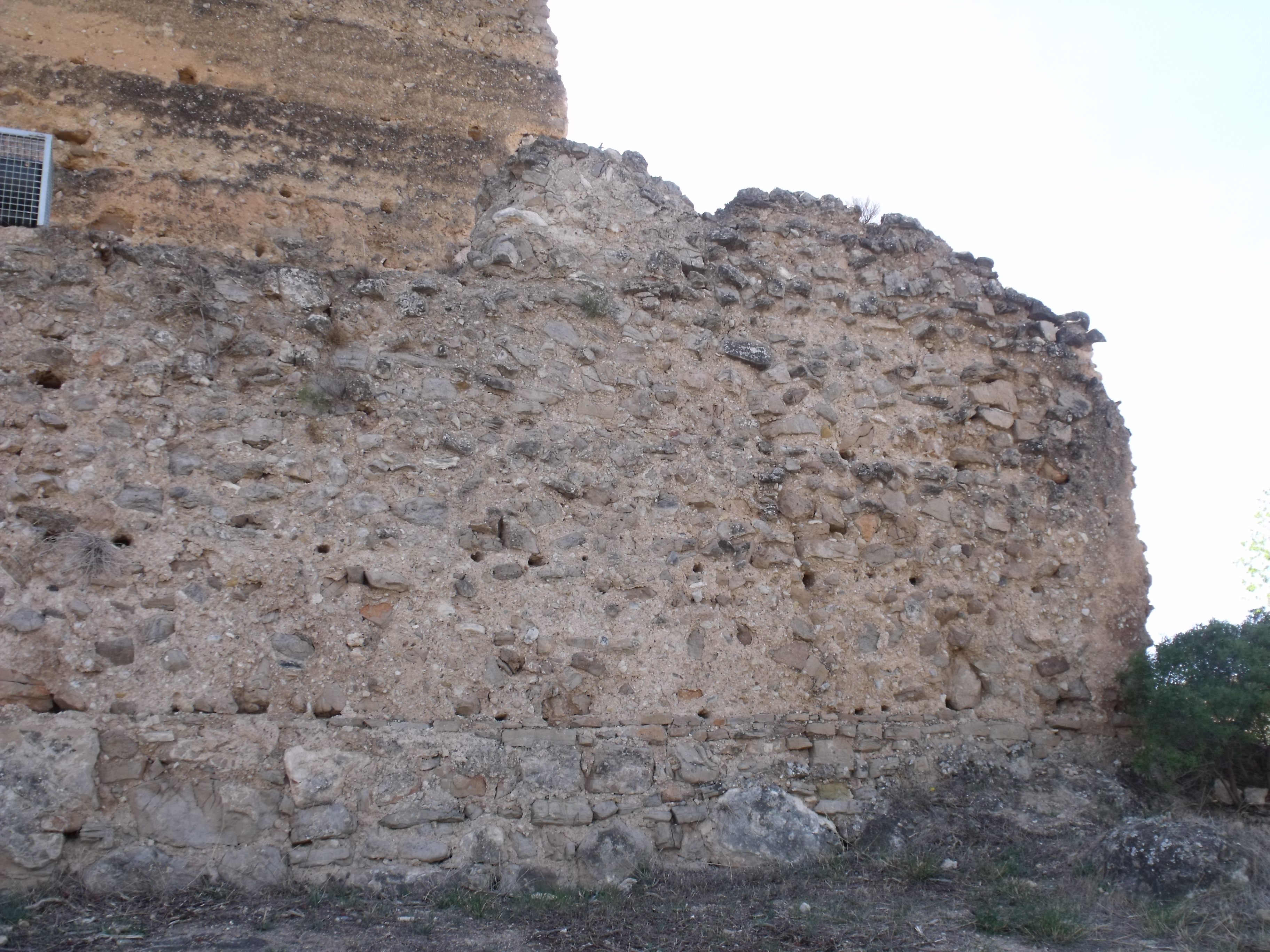
Muro originalmente recayente al foso
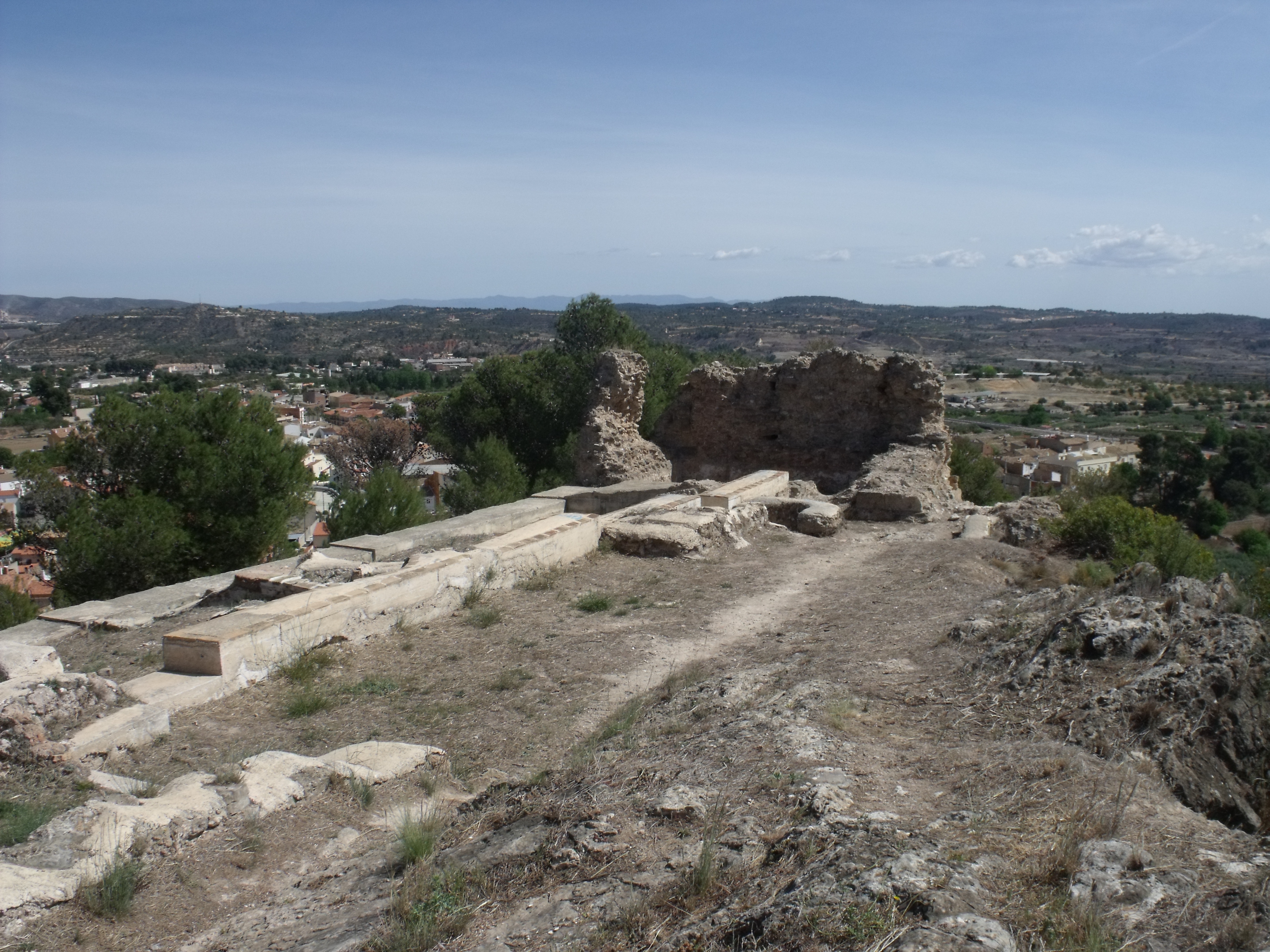
Viviendas cristianas y torre este
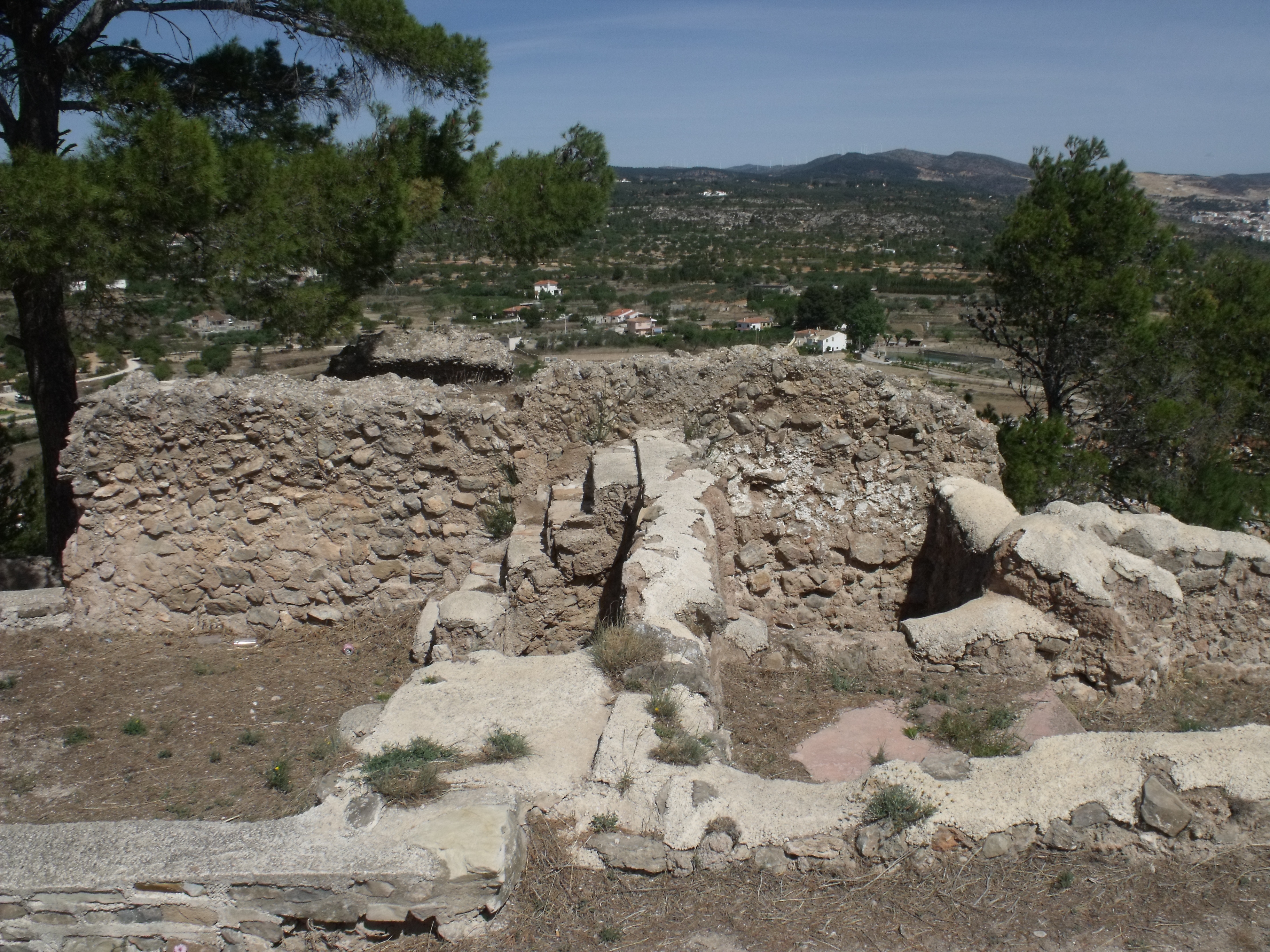
Restos del aljibe